# Simone Michel-Lévy
Pour les articles homonymes, voir Michel et Lévy.
Simone Michel-Lévy est une résistante française (durant la Seconde Guerre mondiale), née le 19 janvier 1906 à Chaussin dans le Jura et pendue le 13 avril 1945 au camp de Flossenbürg en Bavière. Elle est l'une des six femmes faites compagnons de la Libération par le général de Gaulle. Ses pseudonymes de Résistante étaient nombreux : Emma, Françoise, Madame Royale, Mademoiselle Flaubert, Madame Bertrand.

## Biographie

### Résistante aux PTT
Entrée dans l'administration des PTT (poste, télégraphes et téléphones) en 1924, reçue au concours des rédacteurs en 1942, Simone Michel-Lévy est nommée à la Direction régionale des téléphones à Paris, où elle s'occupe de la commutation des communications téléphoniques. Il s'agit d'un lieu stratégique, dont elle fait avec Ernest Pruvost et Maurice Horvais une agence clandestine d'information, (réseau Action PTT), en particulier vers la Normandie. Elle organise également un système d'acheminement du courrier vers l'Angleterre, détourne du matériel télégraphique et téléphonique pour les organisations résistantes, et sabote des départs pour le STO (Service du travail obligatoire).
À partir de l'automne 1942, le réseau Action PTT prend contact avec l'organisation civile et militaire ainsi qu'avec la Confrérie Notre-Dame, dont l'activité postale est désormais prise en charge par le réseau de Simone Michel-Lévy .

### Arrestation, internement et déportation
Elle est arrêtée le 5 novembre 1943 par la bande de Christian Masuy (qui travaille pour l'Abwehr), trahie par le chef-radio de la CND (Robert Bacqué, alias Tilden). La trahison de Bacqué démantèle profondément la Confrérie Notre-Dame.
Simone Michel-Lévy est torturée par les hommes de Masuy ; sans avoir donné aucun nom, elle est internée à Fresnes, puis au camp de Royallieu.
Elle est déportée depuis Compiègne le 28 janvier 1944, vers le camp de concentration de Ravensbrück, où elle arrive le 3 février. En avril de la même année, elle est transférée au Kommando de Holleischen dépendant du camp de concentration de Flossenbürg ; elle y travaille dans une usine fabriquant des munitions anti-aériennes.
Elle organise avec deux autres déportées, Hélène Lignier et Noémie Suchet, le sabotage de la presse à laquelle elles sont affectées ; le sabotage découvert, elles sont toutes les trois bastonnées devant l'ensemble des déportées, avant d'être condamnées à être pendues le 13 avril 1945, dix jours avant la libération du camp,.

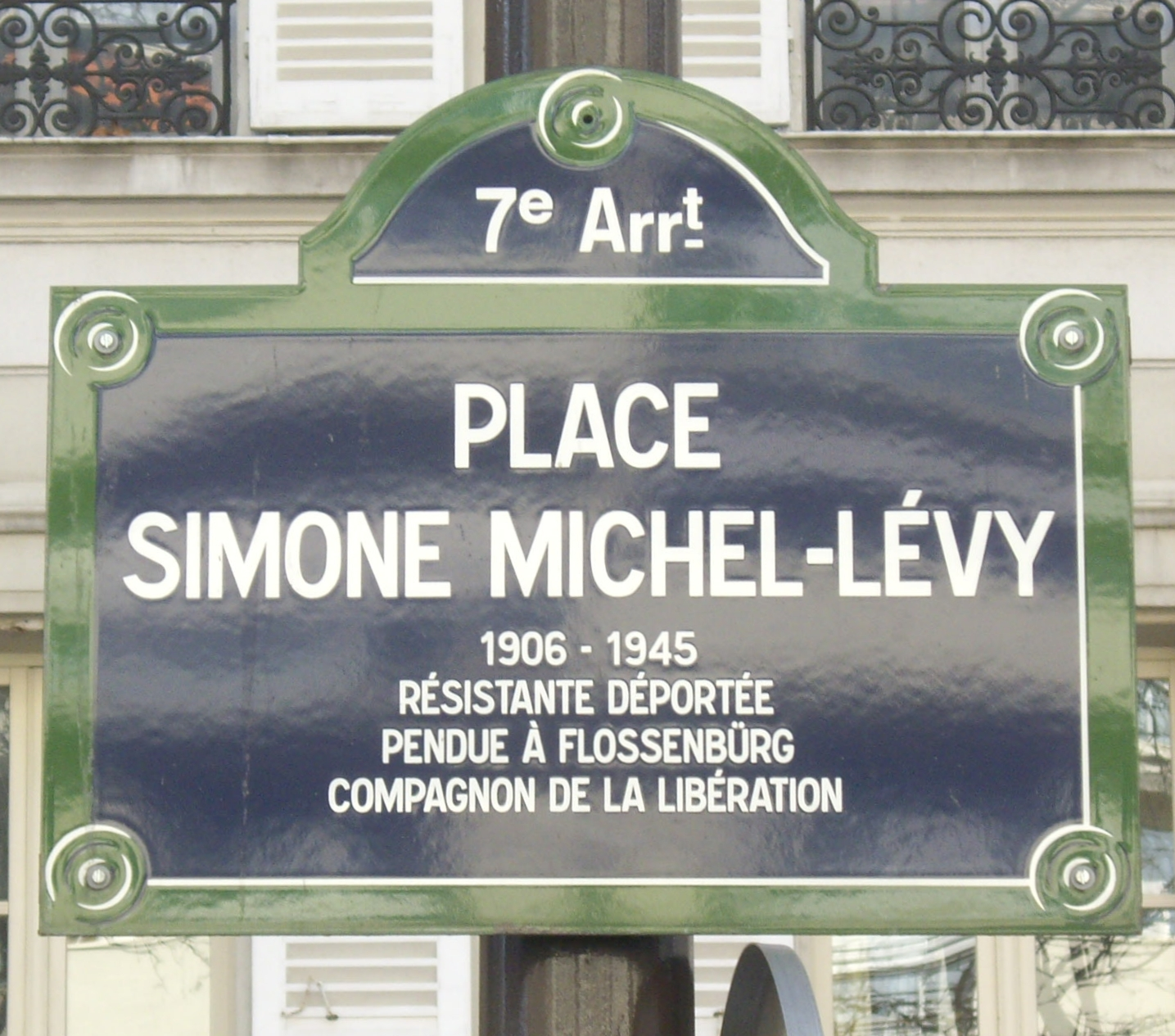
Plaque de la place Simone-Michel-Lévy à Paris.

## Distinctions
Elle est reconnue « Morte pour la France ».
- Chevalière de la Légion d'honneur
- Compagnon de la Libération par décret du 26 septembre 1945[6],[7]
- Croix de guerre 1939–1945, palme de bronze
- Médaille de la Résistance française par décret du 31 mars 1947[8]
- Croix du combattant volontaire de la Résistance
- Insigne des blessés militaires
- Médaille commémorative française de la guerre 1939–1945 avec barrette « Engagé volontaire »
- Médaille de la déportation pour faits de Résistance

## Hommages

### Noms de lieux et plaques
- Depuis 2006, la place Simone-Michel-Lévy à Paris porte son nom, sur le terre-plein central de l'avenue de Saxe.
- Le conseil municipal de la ville d'Issy-les-Moulineaux (Hauts-de-Seine) a décidé le 5 juillet 2018 à l'unanimité de baptiser la rue proche du siège social d'Orange, rue Simone Michel-Lévy (inaugurée en juin 2021[7]).
- Une plaque de marbre à sa mémoire est apposée au siège mondial d'Orange à Issy-les-Moulineaux, quai du Président-Roosevelt (inaugurée en juin 2021[7]).
- Une résidence de vacances France Télécom portait également son nom à Trébeurden (Côtes-d'Armor).

### Autres formes d'hommages
- Un timbre-poste a été émis en son honneur en 1958 dans la série « Héros de la Résistance II »[9].
- Elle fait partie des 16 femmes dont le parcours est présenté dans le cadre de l'exposition temporaire « Déportées à Ravensbrück, 1942-1945 » organisée par les Archives nationales (site de Pierrefitte-sur-Seine) du 3 février au 16 juin 2023[10].